# Blaufußtölpel

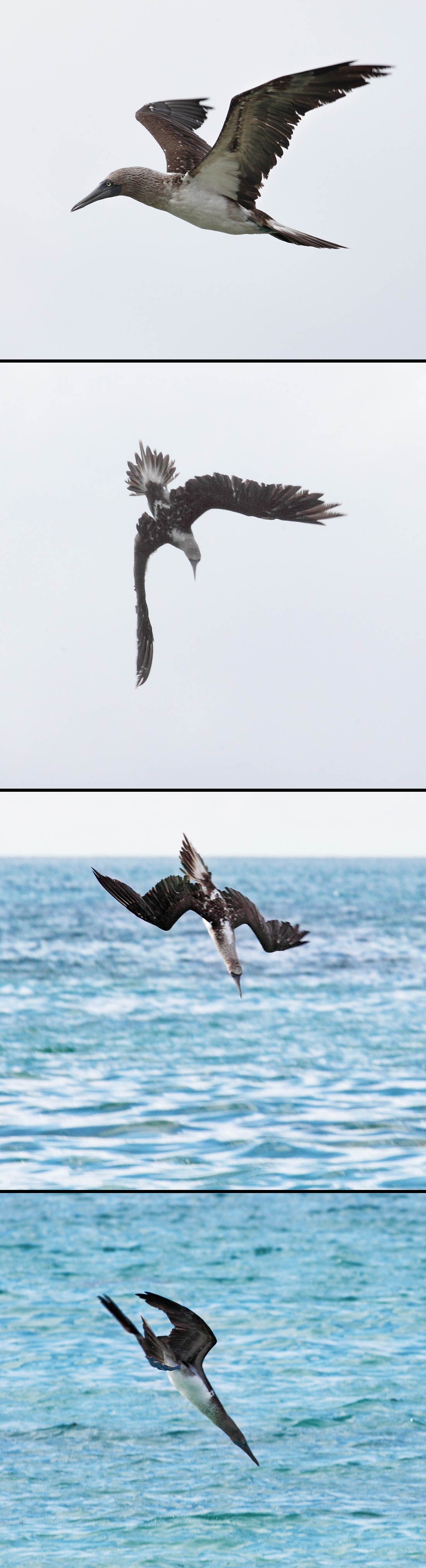
Ablauf des Stoßtauchens

Der Blaufußtölpel (Sula nebouxii) ist ein tropischer Meeresvogel aus der Gattung Sula innerhalb der Familie der Tölpel (Sulidae). Seinen Namen verdankt er seinen blauen Füßen und seiner scheinbaren Ungeschicklichkeit (Tölpel, siehe Tollpatsch); der Blaufußtölpel ist allerdings ein gewandter Flieger und Taucher beim Beutefang.

## Verbreitung

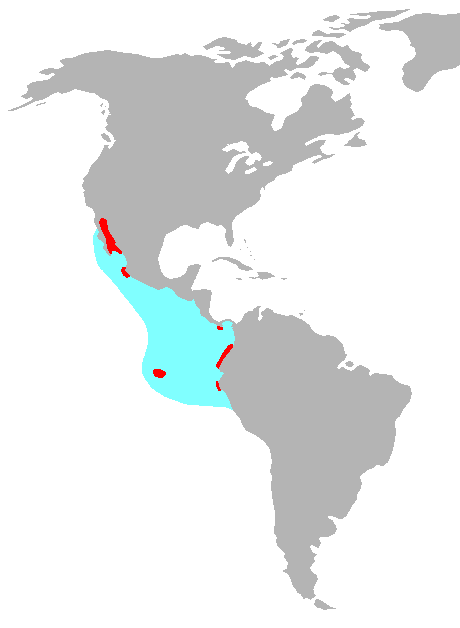
Verbreitungsgebiet des Blaufußtölpels: Brutkolonien (rot), Streifgebiet (türkis)

Blaufußtölpel brüten auf trockenen Inseln im Golf von Kalifornien, vor der Westküste Mexikos, auf Inseln in der Nähe von Ecuador und Nordperu, überwiegend jedoch auf den Galapagos-Inseln.
Von den 40.000 verbliebenen Paaren leben ungefähr die Hälfte auf den Galapagosinseln, wo Blaufußtölpel gesetzlich geschützt sind.

## Merkmale
Blaufußtölpel sind mit ihren 80 Zentimetern Länge etwa so groß wie Gänse. Weibchen sind in der Regel größer und schwerer als Männchen. Ihr Gewicht liegt bei ungefähr 1,5 kg. Die leuchtend blauen Füße besitzen lederartige Schwimmhäute und sind eindeutiges Merkmal dieser Art. Die Füße werden blau durch Einlagerung von Carotin, ähnlich wie bei der Farbe der Flamingos wird diese Färbung über die Nahrung aufgenommen. Der Schwanz und die Flügel sind normalerweise lang und spitz. Das Gefieder ist braunweiß, der Schnabel graugrün gefärbt. Der Kopf ist dunkler gestrichelt und wirkt stachelig. Die Augen der Weibchen haben einen dunklen Pigmentring auf der inneren Iris, was ihre Pupillen größer erscheinen lässt als die der Männchen. Die Vögel zeigen an ihren Brutplätzen ein furchtloses Verhalten gegenüber Menschen.

## Fortpflanzung

### Balzverhalten

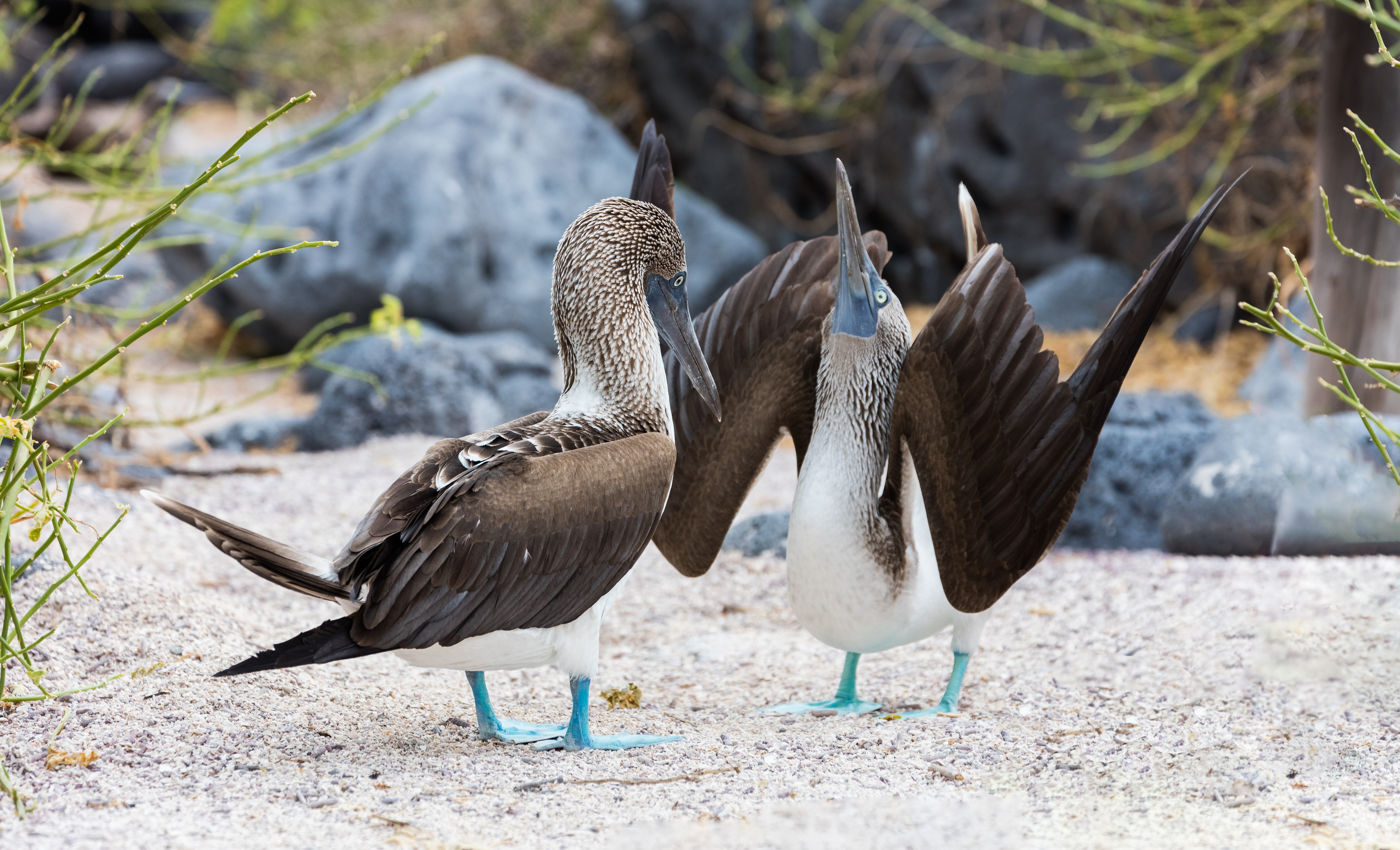
Balztanz

Das Balzverhalten der Blaufußtölpel ist sehr kompliziert, es gibt viele Rituale:
- Das Männchen stolziert vor dem Nistplatz auf und ab und stellt dabei seine blauen Füße zur Schau, betont seinen Gang, macht dem Weibchen kleine Geschenke in Form von Nestmaterial und schlägt mit den Flügeln.
- Das Männchen zeigt bei der Landung seine Fußsohlen, die meistens im Licht aufblitzen, und grüßt damit das Weibchen, das sich am Boden befindet
- Beide Tiere heben ihre Schnäbel senkrecht nach oben und drehen die Oberseiten ihrer Flügel nach vorn. Das Männchen stößt durchdringende, dünne Pfeiftöne aus, während das Weibchen stöhnende Laute von sich gibt.

Ihre blaue Fußfärbung verdanken die Tiere einerseits einer besonderen Anordnung von Collagen-Fasern in den Schwimmhäuten, die Interferenzerscheinungen verursachen, als deren Folge sich die Lichtwellen so überlagern, dass nur der blaue Spektralbereich optimal reflektiert wird. Zugleich lagern die Tiere aber auch große Mengen Carotinoide ein, die regelmäßig durch frischen Fisch aufgenommen werden müssen. Schon wenn ein Vogel zwei Tage lang weniger Nahrung zur Verfügung hatte, nimmt mit der Vitalität auch die Blaufärbung der Füße merklich ab.
Weibchen bevorzugen daher bei der Balz Männchen mit kräftig blau gefärbten Füßen und zeigen kein Interesse an Männchen mit matt graublauen Füßen. Nach Fütterungsexperimenten berichtete ein spanisch-mexikanisches Biologenteam 2006 in der Fachzeitschrift Oecologia, dass sich bereits nach zwei Fastentagen die Blaufärbung verringert hatte. Die Weibchen bevorzugten aber kräftig gefärbte Männchen nicht nur bei der Partnerwahl, sondern reagierten auch nach der Eiablage noch auf Farbveränderungen (sprich: Veränderungen der Ernährungssituation) ihrer Partner. Verlor der Partner nach der ersten Eiablage seine Färbung, so legten die Weibchen ein deutlich kleineres zweites Ei als jene Weibchen, deren Partner weiterhin optimal ernährt worden war. Auch hierfür ist der langfristige biologische Nutzen nachvollziehbar: Blaufußtölpel füttern ihren kräftigsten Nestling stets bevorzugt.

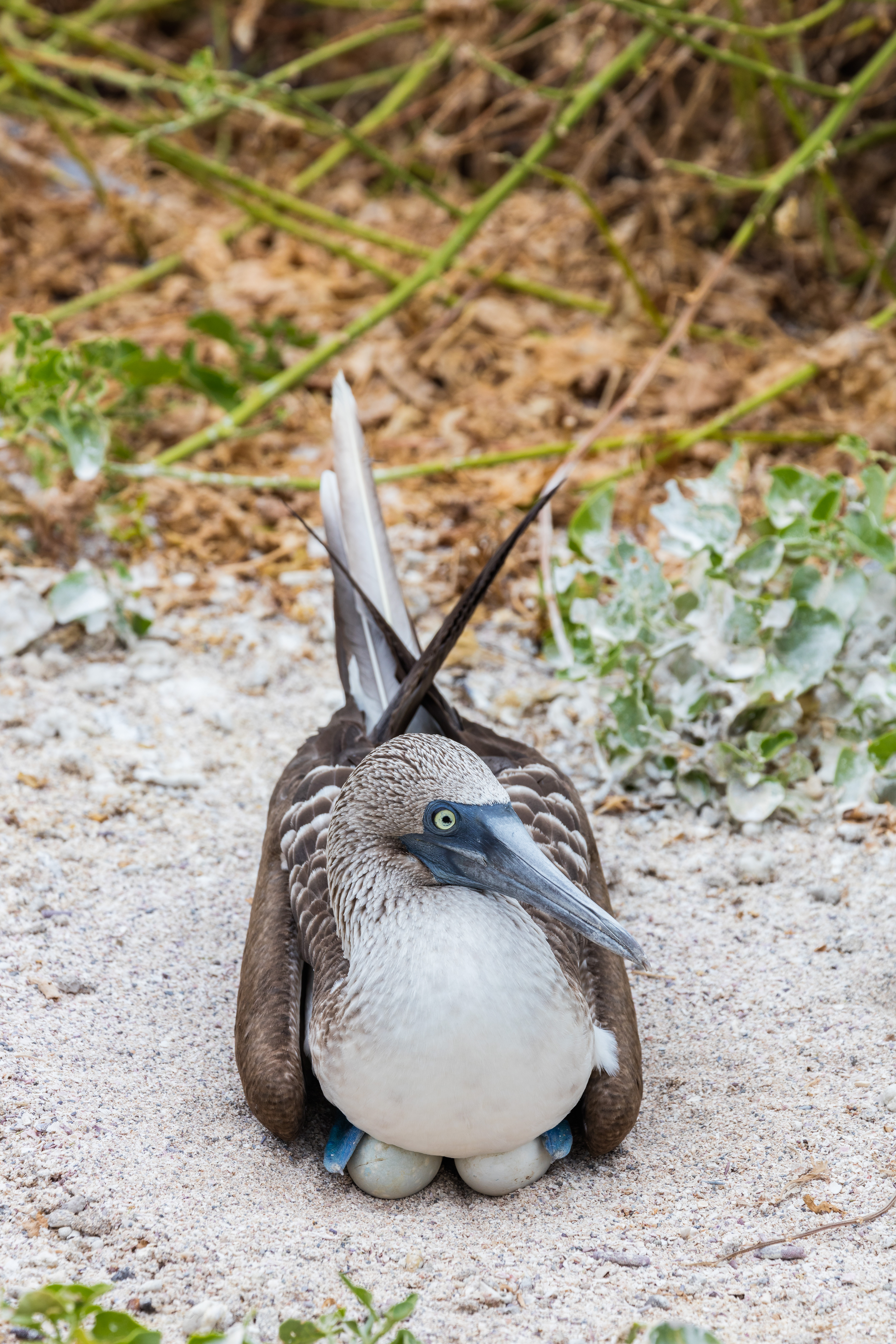
Brütender Blaufußtölpel

### Brutbiologie
Im Alter von drei bis vier Jahren sind die Vögel geschlechtsreif und brüten in Kolonien auf mittel- und südamerikanischen Inseln. Ihre Brutplätze liegen im Vergleich zu ihren Verwandten, den Basstölpeln, relativ weit auseinander. Die Brutzeit ist fast ganzjährig, allerdings kann ein Weibchen nur alle 8 Monate Eier legen.
Nach der Paarung legt die Mutter innerhalb einer Woche meistens zwei, manchmal auch drei weiße Eier, die von beiden Elternteilen bebrütet werden. Sowohl die Anzahl als auch die Größe der einzelnen Eier stehen direkt mit der Ernährungssituation des Weibchens im Zusammenhang. Das zuerst gelegte Ei ist häufig größer und schwerer als ein zweites (oder drittes) Ei. Eine erfolgreiche Brutperiode dauert fünf bis sechs Monate; 42 Tage bis zum Schlupf, etwa 100 Tage im Nest und mindestens 28 Tage Fütterung nach dem Flüggewerden.
Gemäß der Reserveei-Hypothese (engl. insurance egg hypothesis) ist die Aufzucht aller Jungtiere bei Blaufußtölpeln biologisch nicht als primär anzustrebender Regelfall vorgesehen. Das zweite (bzw. dritte) Ei wird aufgezogen, wenn überdurchschnittlich viel Nahrung zur Verfügung steht und dient zusätzlich als Reserve für den Fall, dass ein zuerst gelegtes Ei entweder unbefruchtet war, es durch das Absterben des Embryos nicht zum Schlupf kam oder das Jungtier schwach, krank oder verletzt war.
Da die Eier im zeitlichen Abstand von mehreren Tagen gelegt wurden, schlüpfen die Jungen asynchron bzw. zeitversetzt. Blaufußtölpel sind für Siblizid beziehungsweise obligaten Kainismus bekannt, bei dem der ältere Jungvogel regelmäßig jüngere Geschwister angreift oder ihnen die Nahrung wegfrisst, bis sie entweder verhungert sind oder vom Geschwister getötet werden. Kainismus sowie die Aufzucht nur eines Jungtieres kommt auch bei anderen Tölpeln, wie dem Maskentölpel, regelmäßig vor. Die Altvögel greifen nicht ein, wenn das ältere Küken Geschwister angreift und tötet.

## Nahrung

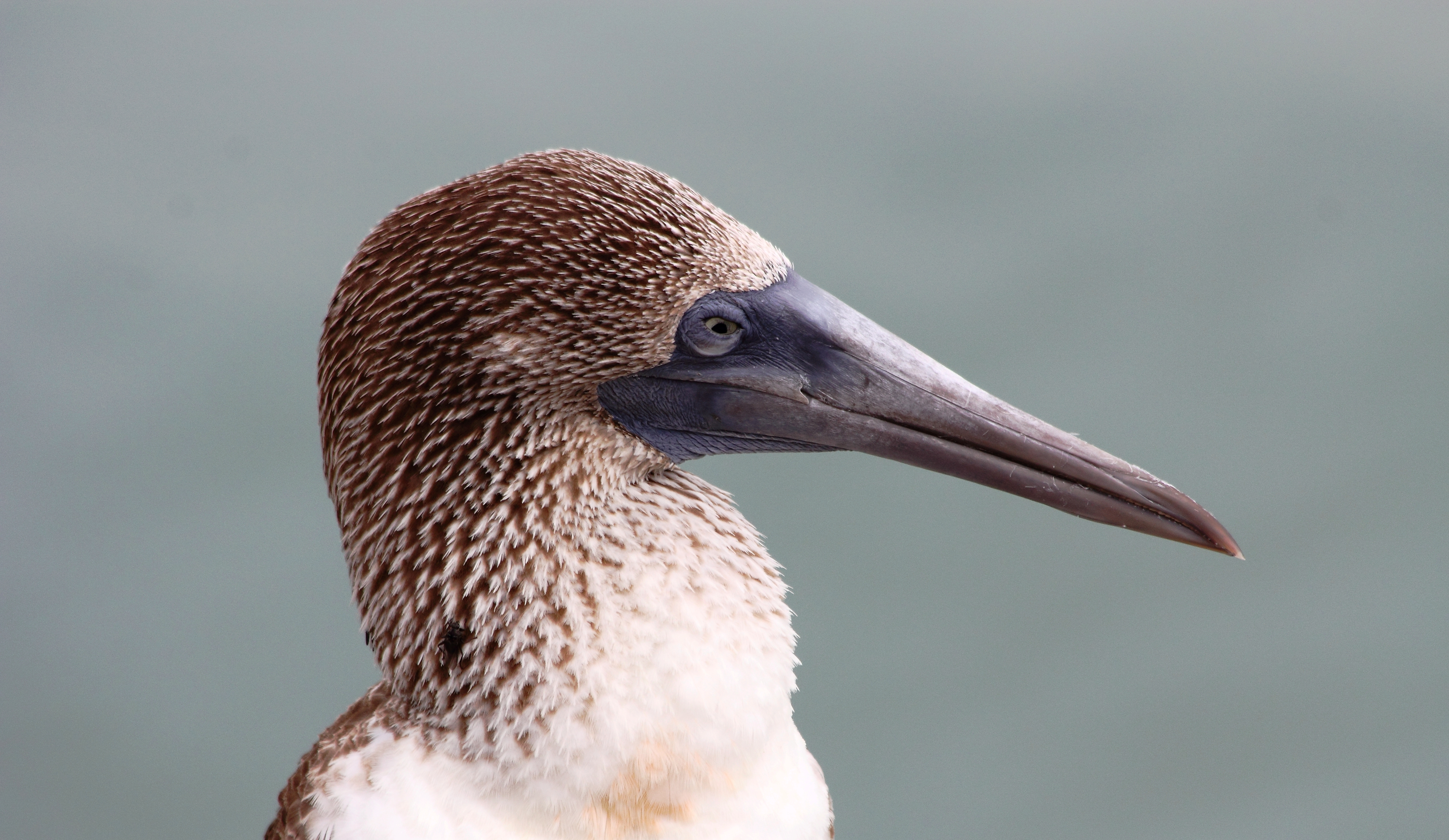
Der Schnabel hat scharfe Kanten, um erbeutete Fische sicher zu halten

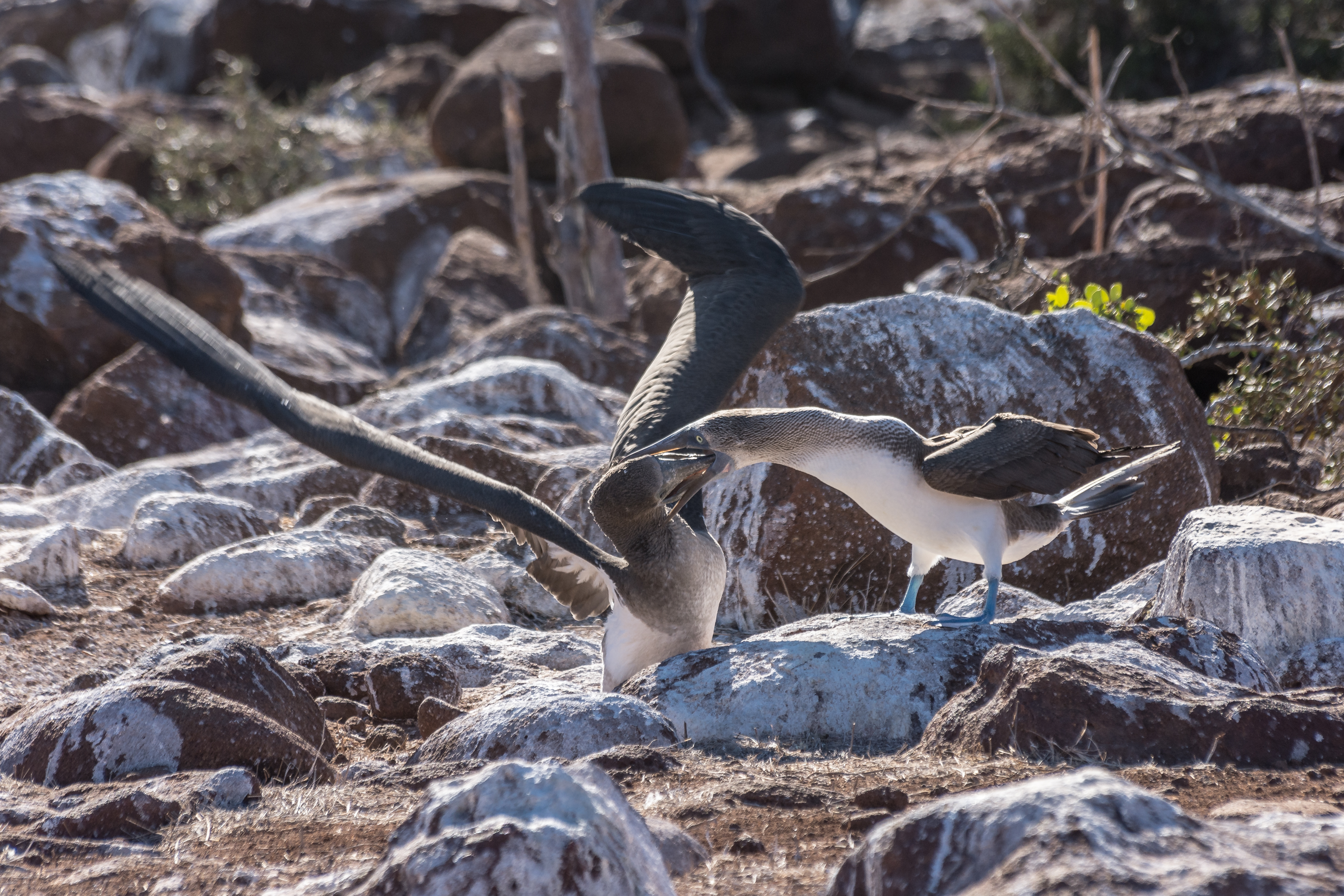
Fütterung des Jungtiers

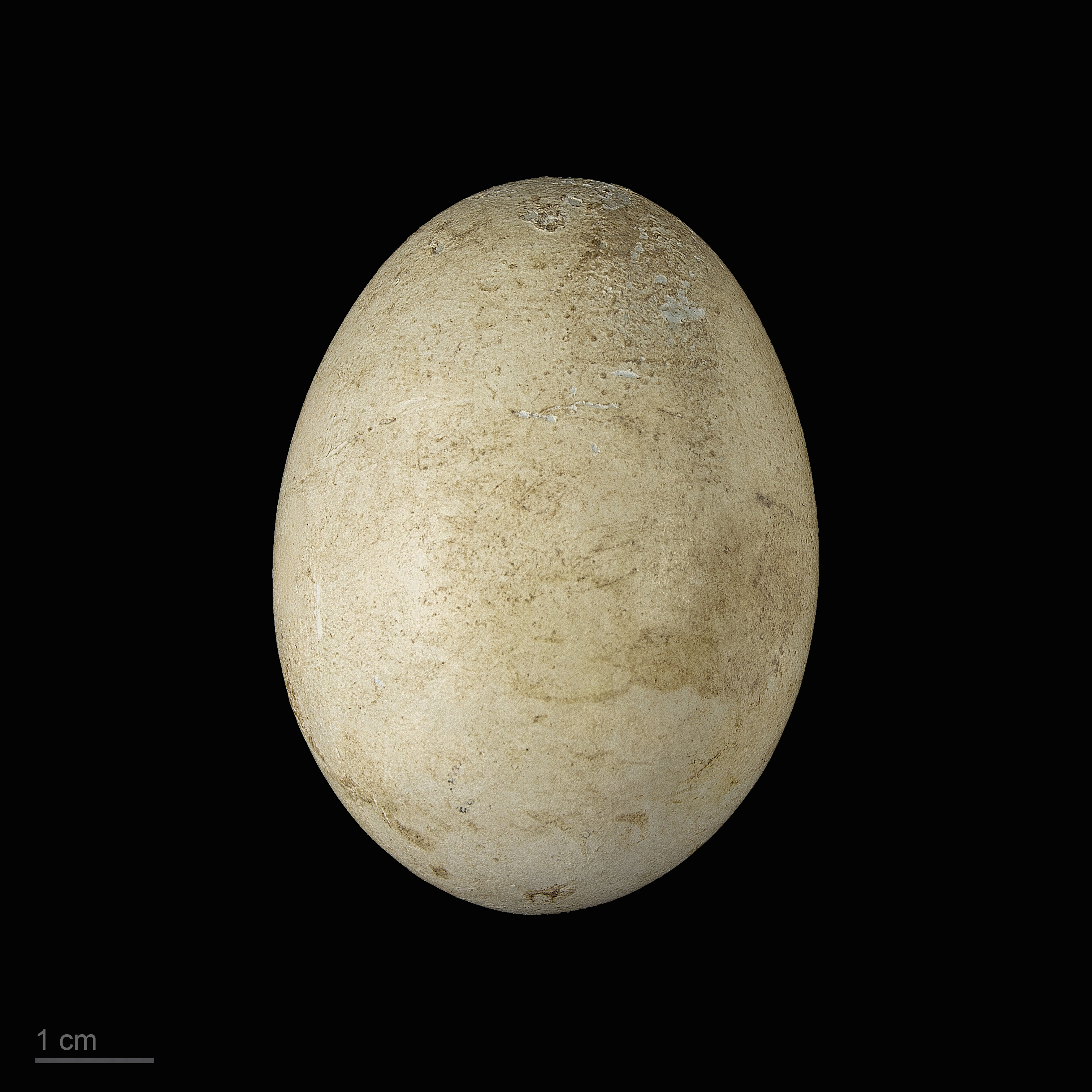
Ei des Blaufußtölpels

Die Nahrung der Tölpel besteht ausschließlich aus Fischen, welche sie im Meer jagen. Dazu fliegen sie über das Wasser und halten nach Fischen Ausschau, wobei der Schnabel stets nach unten zeigt. Entdecken sie ein geeignetes Beutetier, legen sie die Flügel an und tauchen wie ein Pfeil, oft bis zu 25 Meter tief in das Wasser ein und tauchen nur wenige Meter davon entfernt auf, im Erfolgsfall mit dem Fisch im Schnabel. Die Fische werden nicht beim Eintauchen, sondern beim Auftauchen gejagt. Der Grund dafür ist wohl die auffallend hell-silberne Zeichnung an der Bauchseite der Fische. Manchmal schnappen sie sich auch fliegende Fische aus der Luft, wenn diese sich über das Wasser bewegen.
Sie gehen hauptsächlich frühmorgens und spätnachmittags auf Beutefang. Aufgrund auch geschlechtlich bedingter Gewichts- und Größenunterschiede fokussieren sich die einzelnen Vögel auf unterschiedliche Beutegrößen.

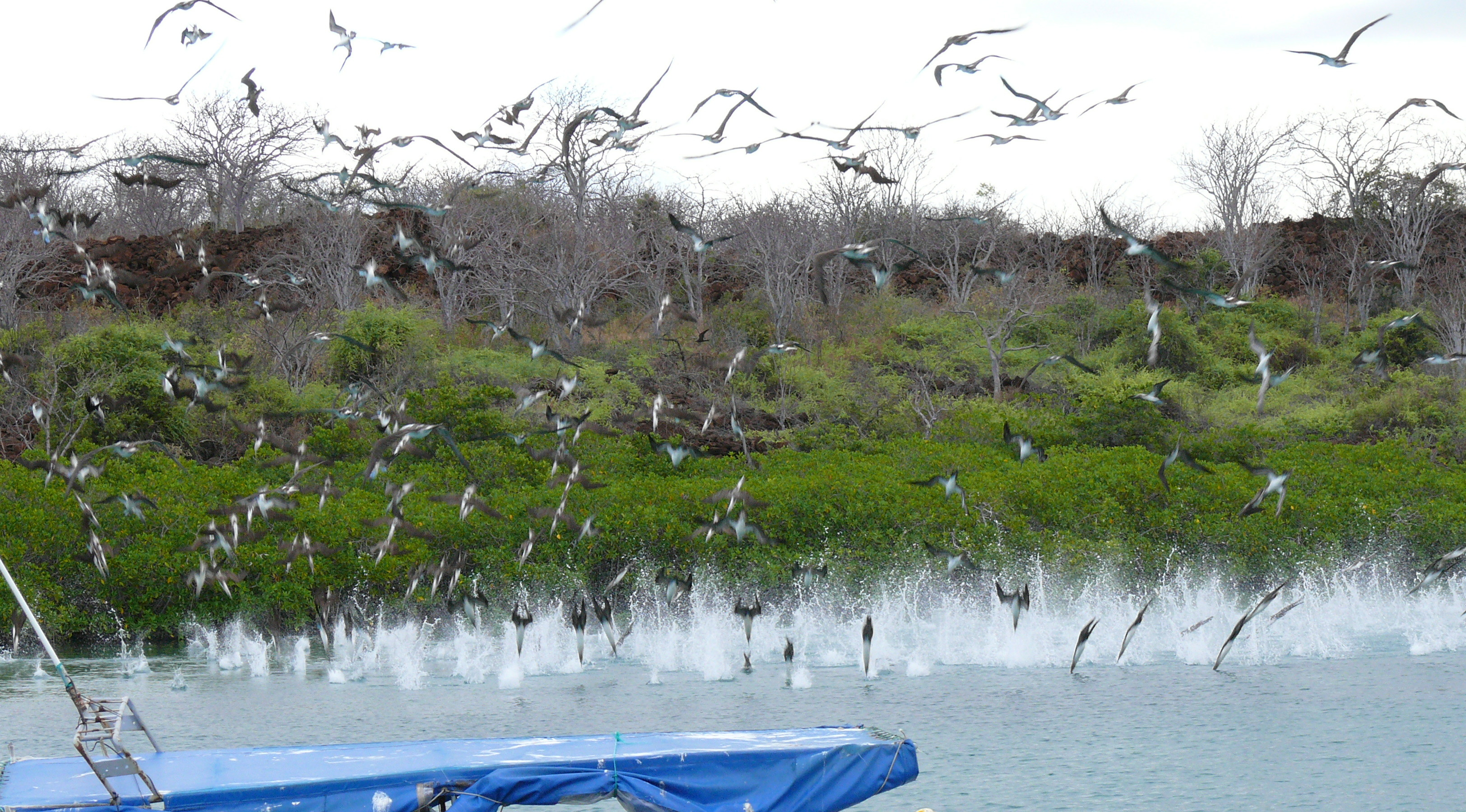
Stoßtauchende Blaufußtölpel